# Resolutie 1577 Veiligheidsraad Verenigde Naties
Resolutie 1577 van de Veiligheidsraad van de Verenigde Naties werd unaniem door de Veiligheidsraad van de Verenigde Naties aangenomen op 1 december 2004 en verlengde de in juni opgerichte vredesmissie in Burundi met een half jaar.

## Achtergrond
Na Burundi's onafhankelijkheid van België in 1962 werd het land een monarchie. In 1966 werd de koning in een staatsgreep vervangen door een president. Toen de voormalige koning in 1972 vermoord werd brak een burgeroorlog uit tussen Tutsi's en Hutu's in het land. Daarna losten de dictators elkaar met opeenvolgende staatsgrepen af. Begin 1994 kwam de president samen met zijn Rwandese collega om het leven toen hun vliegtuig werd neergeschoten. Daarop brak in beide landen een burgeroorlog uit tussen Hutu's en Tutsi's waarbij honderdduizenden omkwamen. In 2000 werd een overgangsregering opgericht en pas in 2003 kwam die een staakt-het-vuren overeengekomen met de rebellen. In juni 2004 kwam een VN-vredesmacht die tot 2006 bleef. Hierna volgden echter wederom vijandelijkheden tot in augustus 2008 opnieuw een staakt-het-vuren werd getekend.

## Inhoud

### Waarnemingen
Er waren positieve ontwikkelingen vanuit Burundese hoek sinds de ONUB-missie in juni 2004 werd ontplooid. Zo was een tijdelijke grondwet aangenomen die garandeerde dat alle gemeenschappen zouden worden vertegenwoordigd in de toekomstige overheid. Alle Burundese partijen werden aangemoedigd de dialoog voort te zetten. Ook moesten, zoals voorzien, verkiezingen worden gehouden.

### Handelingen
Het mandaat van de ONUB-missie werd verlengd tot 1 juni 2005. Alle partijen in de regio werden opgeroepen paal en perk te stellen aan het aanzetten tot geweld en de mensenrechtenschendingen te veroordelen.
De Democratische Republiek Congo en Rwanda werden opgeroepen samen te werken met Burundi aan het onderzoek naar de slachtpartij in Gatumba en de verantwoordelijken voor de rechter te brengen.

## Verwante resoluties
- Resolutie 1375 Veiligheidsraad Verenigde Naties (2001)
- Resolutie 1545 Veiligheidsraad Verenigde Naties
- Resolutie 1602 Veiligheidsraad Verenigde Naties (2005)
- Resolutie 1606 Veiligheidsraad Verenigde Naties (2005)

Lijst ·  1522 ·  1523 ·  1524 ·  1525 ·  1526 ·  1527 ·  1528 ·  1529 ·  1530 ·  1531 ·  1532 ·  1533 ·  1534 ·  1535 ·  1536 ·  1537 ·  1538 ·  1539 ·  1540 ·  1541 ·  1542 ·  1543 ·  1544 ·  1545 ·  1546 ·  1547 ·  1548 ·  1549 ·  1550 ·  1551 ·  1552 ·  1553 ·  1554 ·  1555 ·  1556 ·  1557 ·  1558 ·  1559 ·  1560 ·  1561 ·  1562 ·  1563 ·  1564 ·  1565 ·  1566 ·  1567 ·  1568 ·  1569 ·  1570 ·  1571 ·  1572 ·  1573 ·  1574 ·  1575 ·  1576 ·  1577 ·  1578 ·  1579 ·  1580